# Prima legge di Parisi della degradazione alimentare
Nell'ambito della Scienza dell’alimentazione, la prima legge di Parisi della degradazione alimentare (in inglese: Parisi's First Law of Food Degradation), inizialmente citata come "Principio della degradazione alimentare", stabilisce e avverte che non esistono alimenti che potrebbero rimanere invariati nel tempo; le loro caratteristiche chimiche, fisiche, microbiologiche e strutturali sono sempre soggette a modifiche, senza eccezioni e irreversibilmente. Pertanto, ogni alimento subisce un'alterazione.
In altri termini, tutti i prodotti alimentari sono inevitabilmente soggetti nel tempo ad una continua e inarrestabile trasformazione delle loro caratteristiche chimiche, fisiche, microbiologiche e strutturali.
La durabilità associata all'alimento, di per sé definita, può pure essere soggetta a riduzione in seguito a operazioni processuali come il taglio e similari, in accordo alla seconda legge di Parisi della degradazione alimentare. Questa situazione obbliga il tecnologo alimentare a usare altre tecniche di lavorazione e conservazione onde estendere il più possibile la durabilità dell'alimento.